# Massa e Cozzile
Massa e Cozzile es una localidad italiana de la provincia de Pistoia, región de Toscana, con 7.789 habitantes.

Ubicación de la ciudad de Massa e Cozzile dentro de la provincia de Pistoia.

## Evolución demográfica
| Gráfica de evolución demográfica de Massa e Cozzile entre 1861 y 2001 |
|                                                                       |
| Fuente ISTAT - Elaboración gráfica por parte de Wikipedia             |